# Lago Sacrower
El lago Sacrower (en alemán: Sacrowersee) es un lago situado al oeste de la ciudad de Berlín, en el distrito rural independiente de Potsdam, en el estado de Brandeburgo (Alemania), a una elevación de 29.4 metros; tiene un área de 66.7 hectáreas.
Junto con los lagos Groß Glienicker (0.7 km al norte) y el Heiliger (a 1.6 km), forma una cadena de lagos atravesada por el río Havel.